# Suzana Montoro
Suzana Montoro (São Paulo, 1957) é uma psicóloga e escritora brasileira. Ganhou o Prêmio São Paulo de Literatura de 2012 na categoria autor estreante.

## Obras

### Literatura infanto-juvenil
- 1994 - O Menino das Chuvas
- 1999 - Em busca da sombra (SM)
- 2011 - Nem eu nem outro (SM)

### Conto
- 2003 - Exilados(WS editor)

### Romance
- 2011 - Os Hungareses[2][3]